# Nazionale femminile di pallamano delle Fær Øer
La nazionale femminile di pallamano delle Fær Øer rappresenta le Fær Øer nelle competizioni internazionali e la sua attività è gestita dalla locale federazione (HSF). Nella sua storia il risultato di maggior prestigio è il 17º posto nella fase finale del campionato europeo nel 2024.

## Storia
La rappresentativa femminile delle isole Fær Øer è attiva nelle competizioni internazionali dal 2000, quando iniziò a disputare delle partite amichevoli. Nel 2015 partecipò per la prima volta alla fase di qualificazione dell'edizione 2016 del campionato europeo. L'anno seguente prese parte per la prima volta anche alla fase europea di qualificazione dell'edizione 2017 del campionato mondiale.
Per le qualificazioni alla fase finale del campionato europeo 2024 venne inserita nel gruppo 7 con Svezia, Islanda e Lussemburgo. Vinse solamente le due partite contro la nazionale lussemburghese, perdendo le altre partite e concludendo il raggruppamento al terzo posto in classifica; nonostante ciò, rientrò tra le quattro migliori terze delle qualificazioni, ottenendo l'accesso alla fase finale del campionato per la prima volta. Si trattò della seconda qualificazione delle Fær Øer ad un torneo internazionale, dopo la partecipazione della nazionale maschile all'europeo 2024. Inserita nella quarta urna, la nazionale femminile venne sorteggiata nel girone D del turno preliminare nella fase finale, assieme a Danimarca, Svizzera e Croazia. Perse le partite contro elvetiche e danesi, mentre pareggiò la partita contro le croate, concludendo il girone al terzo posto grazie al maggior numero di reti realizzate rispetto alla stessa Croazia.

## Partecipazioni ai tornei internazionali
- dal 1957 al 2015: non partecipante
- dal 2017 al 2023: non qualificata

- dal 1994 al 2014: non partecipante
- dal 2016 al 2022: non qualificata
- 2024: 17º posto